# Я бачу, я бачу
«Я бачу, я бачу» (нім. Ich seh, Ich seh) — австрійський фільм-горор, знятий Веронікою Франц та Северином Фіала. Світова прем'єра стрічки відбулась 30 серпня 2014 року на Венеційському кінофестивалі. Фільм був висунутий Австрією на премію «Оскар-2016» у номінації «найкращий фільм іноземною мовою».
Назва посилається на однойменну гру, суть якої в тому, що необхідно вгадати об'єкт, що бачить ведучий. У фільмі ж ця гра зрештою стає фінальним тестом для визначення «справжності» матері.

## Сюжет
Після проходження косметичної операції на обличчі, мати повертається додому до своїх дітей — десятирічних близнюків Еліаса і Лукаса. Близнюки спантеличені поведінкою і виглядом мами: її голова обмотана в бинти, тому видно тільки рот і очі. Вона демонстративно ігнорує Лукаса і, здається, розмовляє тільки з Еліасом. Попри середину літа, мати наказує опустити жалюзі на вікнах, не розмовляти в будинку і гратися на вулиці. Через пустощі мати застосовує до дітей фізичну силу, на що ті заявляють, що їхня мама ніколи б таке не зробила.
Близнюки починають підозрювати, що під бинтами ховається не їхня мати. Ці сумніви підтверджуються, коли вони знаходять стару фотографію, на якій зображена їхня мати з дуже схожою на неї жінкою. Хлопчики прив'язують жінку до ліжка і відмовляються відпустити, поки вона не скаже їм, де їхня справжня мати. Жінка відмовляється відповідати, і близнюки заклеюють її рот скотчем.
Водночас двоє співробітників Червоного Хреста збирають пожертви для організації та стукають у двері до головних героїв. Хлопчики їх впускають і дають велику суму грошей, і ті, не дочекавшись їх матері, йдуть. Незабаром після цього, жінка звільняється від клейкої стрічки навколо її рота і кричить про допомогу, але співробітники Червоного Хреста вже надто далеко. Близнюки заклеюють її губи супер клеєм, проте розуміючи, що їй треба поїсти, розрізають губи килимовим ножем.
Мати мочиться в ліжко, і хлопчики вирішують її розв'язати для того, щоб вона змінила простирадло, однак вона втікає і потрапляє в їхню пастку. Жінка прокидається зв'язаною на підлозі у вітальні, поруч з нею Еліас, а Лукас із запаленою свічкою біля фіранки. Хлопчики погрожують спалити будинок, якщо вона не скаже їм правду про їх матір. Жінка твердо наполягає на тому, що це вона і говорить, що знову розмовлятиме і гратиметься з Лукасом. Еліас пропонує їй це довести, відгадавши що робить Лукас, але вона заявляє, що його брат помер в результаті нещасного випадку. Мати зі сльозами на очах говорить Еліасу, що смерть Лукаса не його провина, і просить його її звільнити. Хлопчики підпалюють фіранку і залишають матір вмирати.
Виявляється, Еліас з'їхав з глузду після того, як ненавмисно вбив свого брата і внаслідок цього у нього почалися галюцинації про те, що той досі існує.

## У ролях
- Сюзанна Вюст — мати
- Еліас Шварц — Еліас
- Лукас Шварц — Лукас
- Ганс Ешер

## Сприйняття
Фільм отримав позитивні відгуки від критиків. На вебсайті Rotten Tomatoes фільм має 84 % рейтинг, заснований на 30 рецензіях критиків, а його середній бал становить 7,2/10. На Metacritic фільм отримав 81 бал зі 100, заснований на 12 рецензіях, що означає «загальне схвалення».

## Визнання
| Нагороди та номінації фільму «Я бачу, я бачу» | Нагороди та номінації фільму «Я бачу, я бачу»              | Нагороди та номінації фільму «Я бачу, я бачу»                                 | Нагороди та номінації фільму «Я бачу, я бачу» | Нагороди та номінації фільму «Я бачу, я бачу» | Нагороди та номінації фільму «Я бачу, я бачу» |
| Рік                                           | Нагорода                                                   | Категорія                                                                     | Номінант                                      | Результат                                     |                                               |
| --------------------------------------------- | ---------------------------------------------------------- | ----------------------------------------------------------------------------- | --------------------------------------------- | --------------------------------------------- | --------------------------------------------- |
| 2014                                          | Венеційський кінофестиваль                                 | Найкращий фільм («Горизонти»)                                                 | «Я бачу, я бачу»                              | Номінація                                     |                                               |
| 2014                                          | Міжнародний кінофестиваль у Салоніках                      | Приз ФІПРЕССІ                                                                 | «Я бачу, я бачу»                              | Перемога                                      |                                               |
| 2014                                          | Міжнародний кінофестиваль «Нові Горизонти»                 | Ґран-прі                                                                      | «Я бачу, я бачу»                              | Номінація                                     |                                               |
| 2014                                          | Стокгольмський міжнародний кінофестиваль                   | «Бронзовий кінь» за найкращий фільм                                           | «Я бачу, я бачу»                              | Номінація                                     |                                               |
| 2014                                          | Каталонський міжнародний кінофестиваль у Сіджасі           | Ґран-прі європейського фантастичного фільму у сріблі («Фантастична панорама») | «Я бачу, я бачу»                              | Перемога                                      |                                               |
| 2014                                          | Міжнародний кінофестиваль у Любляні                        | «Рибалочка» за найкращий фільм секції «Перспективи»                           | «Я бачу, я бачу»                              | Перемога                                      |                                               |
| 2015                                          | Монклерський кінофестиваль                                 | Найкращий оповідний фільм                                                     | «Я бачу, я бачу»                              | Номінація                                     |                                               |
| 2015                                          | Жерармський кінофестиваль                                  | Науково-фантастичний приз журі                                                | «Я бачу, я бачу»                              | Перемога                                      |                                               |
| 2015                                          | Жерармський кінофестиваль                                  | Ґран-прі молодіжного журі                                                     | «Я бачу, я бачу»                              | Перемога                                      |                                               |
| 2015                                          | Міжнародний кінофестиваль Fantaspoa                        | Нагорода журі за найкращий сценарій                                           | Вероніка Франц та Северин Фіала               | Перемога                                      |                                               |
| 2015                                          | Міжнародний кінофестиваль незалежного кіно у Буенос-Айресі | Нагорода за найкращу операторську роботу                                      | Мартін Гшлахт                                 | Перемога                                      |                                               |
| 2015                                          | Міжнародний кінофестиваль незалежного кіно у Буенос-Айресі | Нагорода за найкращий фільм                                                   | «Я бачу, я бачу»                              | Номінація                                     |                                               |
| 2015                                          | Перший європейський кінофестиваль в Анже                   | Ґран-прі журі (Європейські повнометражні фільми)                              | Вероніка Франц та Северин Фіала               | Номінація                                     |                                               |